# Gentiana harrowiana
Gentiana harrowiana är en gentianaväxtart som beskrevs av Friedrich Ludwig Diels. Gentiana harrowiana ingår i släktet gentianor, och familjen gentianaväxter. Inga underarter finns listade i Catalogue of Life.